# American Geographical Society
La Sociedad Geográfica Estadounidense (American Geographical Society (AGS)) es una organización de geógrafos profesionales, fundada en 1851 en Nueva York. La sociedad impulsa actividades que expanden el conocimiento geográfico y la interpretación de ese conocimiento de modo que sea útil para geógrafos y personal de otras disciplinas, especialmente en entornos de toma de decisiones. A lo largo de su historia, la actividad de la sociedad se ha enfocado en 3 regiones: el Ártico, la Antártida y Latinoamérica. Su sede está en Nueva York, aunque buena parte de sus archivos están en Milwaukee, en terrenos de la Universidad de Wisconsin en Milwaukee.

## Actividades
Para contribuir al entendimiento geográfico, la sociedad realiza varias actividades, como patrocinar expediciones, respaldar estudios y diseminar información a personas interesadas en geografía, desde un enfoque académico. Una característica de las exploraciones patrocinadas por la sociedad es el requerimiento de que las expediciones produzcan resultados científicos tangibles. 
Las publicaciones principales de la sociedad son las revistas Geographical Review (dedicada a la geografía desde un punto de vista técnico) y Focus in Geography (para un público más amplio).
Para premiar a exploradores destacados, la sociedad ha entregado medallas como la Medalla Cullum, la Medalla Daly y la Medalla del Centenario de David Livingstone.

## Globo terráqueo de aviadores y exploradores

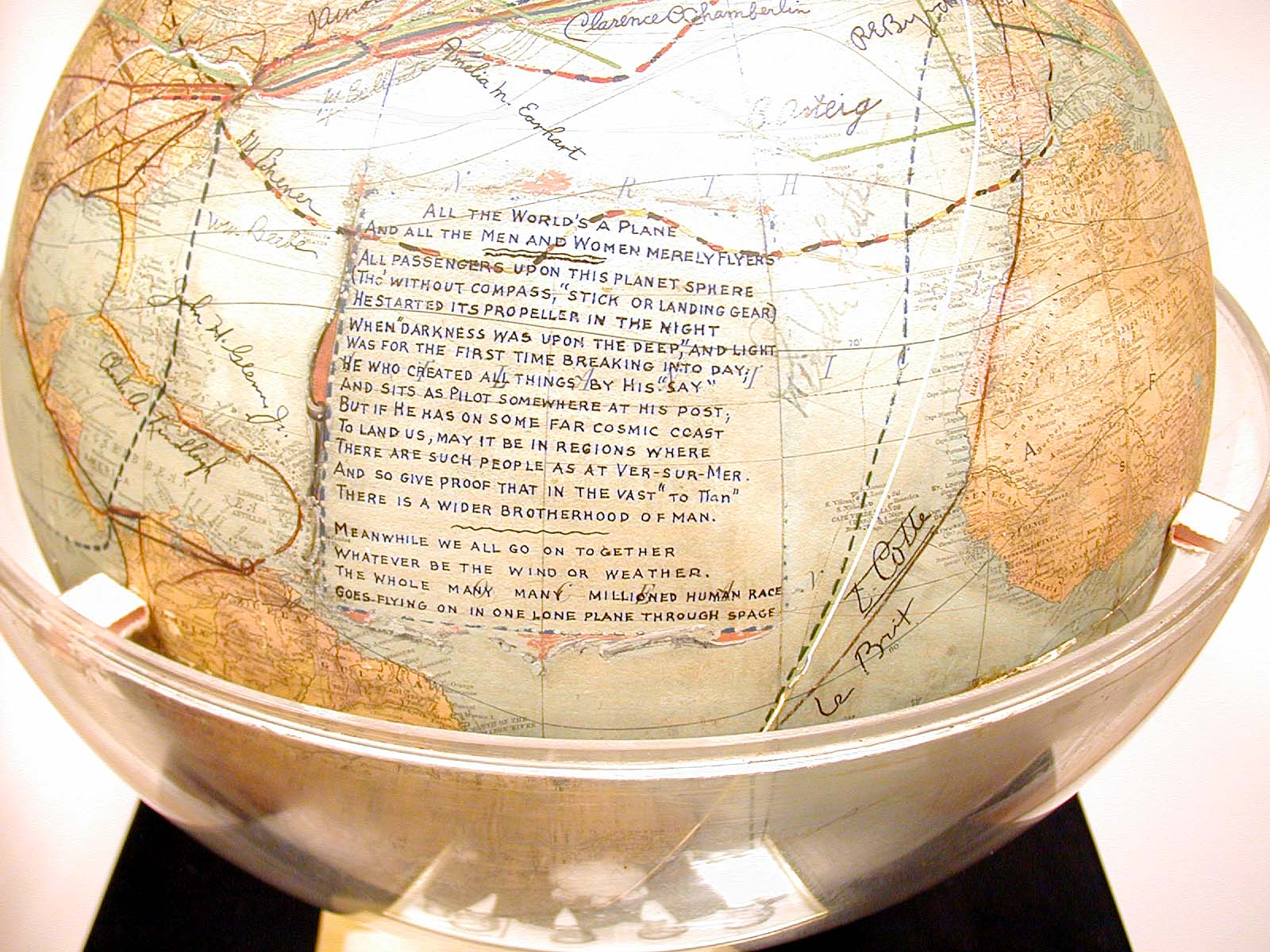
Globo terráqueo de aviadores y exploradores

La sociedad tiene un globo terráqueo conocido como "Globo terráqueo de aviadores y exploradores" (Flyers’ & Explorers’ Globe en inglés). Este globo originalmente estaba en la oficina de John H. Finley, editor en jefe del periódico New York Times. Finley invitó a héroes de la exploración y la aviación a dibujar las rutas que siguieron y firmar sus nombres en el globo, de 18 pulgadas (45 centímetros) de diámetro. Finley lo donó a la sociedad en 1929, siendo presidente de la misma. La sociedad ha continuado con la tradición de firmas desde entonces.
El globo es un reconocimiento de grandes logros en la exploración y sus firmantes han sido hombres y mujeres pioneros en la exploración como Charles Lindbergh, Amelia Earhart, Sir Edmund Hillary y los astronautas del Apolo 13.